# Ian Welsh (Politiker)
Ian Welsh ist ein ehemaliger schottischer Politiker und Mitglied der Labour Party.

## Politischer Werdegang
Welsh trat schon in seiner Jugend der Labour Party bei. Er engagierte sich in der Regionalpolitik von Ayrshire und stieg in die politische Führungsebene der Council Area South Ayrshire auf. Als hochmotivierter Politiker wurde er als einer der zukünftigen politischen Größen des Landes gehandelt.
Bei den ersten Schottischen Parlamentswahlen im Jahre 1999 trat Welsh erstmals zu Wahlen auf nationaler Ebene an. Er bewarb sich um das Direktmandat des Wahlkreises Ayr und konnte sich mit einem Vorsprung von 25 Stimmen gegen den Kandidaten der Konservativen durchsetzen. Hierbei handelte es sich um den knappsten Wahlausgang aller Wahlkreise, weshalb die Stimmzettel zweimal nachgezählt wurden. Im neugeschaffenen Schottischen Parlament erhielt Welsh keine tragende Aufgabe und nahm in den hinteren Reihen Platz. Im Dezember desselben Jahres erklärte er seinen Rücktritt. Als Begründung gab er seine fehlende Beteiligung am Regierungsprozess und eine daraus resultierende Desillusionierung und Leere an. Außerdem wolle er sich verstärkt um seine Familie kümmern. Bei den fälligen Neuwahlen im Wahlkreis Ayr setzte sich der Konservative John Scott gegen den SNP-Kandidaten Jim Mather durch. Die Kandidaten der Labour Party erhielt nur 22,1 % der Stimmen und verlor damit 16 % auf das Ergebnis Welshs.